# Strzegom
Strzegom este un oraș în Polonia.